# Isabel de Urgel
Isabel de Urgel  (c.1048-c.1085), reina de Aragón, fue la única hija de Ermengol III de Urgel y su primera esposa Adelaida, seguramente hija de Guillermo I de Besalú.
Isabel se casó entre 1062 y 1065 con el rey Sancho Ramírez; por este matrimonio, Isabel se convirtió en reina consorte de Aragón. La pareja tuvo un hijo:
- Pedro I de Aragón[1] (1068-1104), sucesor de su padre, que tuvo dos hijos que murieron antes que él con Inés de Aquitania, posteriormente se casó con Berta de Italia con quien no tuvo hijos.

Su marido primero la repudió en 1068 y luego la pareja se divorció en 1070, y los dos se volvieron a casar. Ella se casó con Guillermo Ramón I de Cerdaña en 1071, como su segunda esposa. Mientras que Sancho Ramírez se casó con Felicia de Roucy en 1076, con quien tuvo otros tres hijos, dos de los cuales se convertirían en sucesores de Pedro, Alfonso el Batallador y Ramiro.